# Charles White
Charles Wilbert White, Jr. (2. dubna 1918 Chicago, Illinois – 3. října 1979 Los Angeles, Kalifornie) byl americký malíř, který ve svých dílech zachycoval témata související s životy Afroameričanů. Jeho nejznámějším dílem je The Contribution of the Negro to American Democracy nástěnná malba (mural) v Hampton University. V roce 2018 uspořádaly Institut umění v Chicagu a newyorské Muzeum moderního umění k výročí sta let od jeho narození první velkou retrospektivní výstavu.

## Biografie

### Mládí a vzdělání
Charles Wilbert White, Jr. se narodil v dubnu 1918 v chicagské čtvrti South Side. Jeho matka Ethelene Gary byla pracovnice v domácnosti a jeho otec Charles White, Sr. byl dělník. Jeho rodiče se nikdy nesezdali a oba celé jeho dětství tvrdě pracovali. Kvůli pracovnímu vytížení ho matka v dětství často nechávala přes den v městské knihovně, kde si vypěstoval zájem o četbu a umění. V sedmi letech mu matka koupila první olejové barvy, což ho už do konce života přivázalo k malířství. Přesto se v dětství věnoval hudbě, tanci a divadelnímu sboru.
Matka ho v mládí vodila do Institutu umění v Chicagu, kde společně obdivovali vystavená díla. White zde začal inklinovat k dílům umělců Winslowa Homera a George Innesse. Během velké hospodářské krize musela jeho vášeň pro umění ustoupit praktičtějšímu přístupu. V roce 1926 zemřel Whiteův otec. Jeho matka se brzy poté z praktických důvodů provdala za oceláře, ze kterého se vykluboval násilník a alkoholik. Častým cílem jeho výbuchů byl právě malý Charles, který následně prchal do svého světa umění. V téže době ho matka dvakrát ročně posílala za tetami do Mississippi, kde se White dozvěděl o svých kořenech a jižanském afroamerickém folklóru. Tato témata se později často opakovala v jeho dílech.
Ve čtrnácti letech získal zaměstnání jako malíř reklam a cedulí na stěny budov. Kvůli nedostatku financí, které by mohl vynaložit na výtvarné potřeby se v této době rozvíjel malováním na jakýkoliv materiál, který našel (textil nebo papírové krabice). Základní vzdělání v praktické přípravě malíře (například míchání barev) získal na bezplatném kurzu Institutu umění v Chicagu. V sedmé třídě vyhrál grant, díky kterému mohl navštěvovat sobotní školu Institutu umění.
Jako teenager se stal lokálním aktivistou za práva Afroameričanů a své malířské nadání nabídl chicagské pobočce organizace National Negro Congress. Zásadní přelom v jeho smýšlení nastal poté, co se dostal k umělecké antologii The New Negro: An Interpretation, kterou sestavil filozof Alain Locke, duchovní otec Harlemské renesance. Kniha se vedle jiných témat věnovala přínosu Afroameričanů v historii USA. White začal zpochybňovat školský systém, který roli a přínosy Afroameričanů marginalizoval. Kvůli tomu měl ve škole řadu konfliktů. Během studia na střední škole vyhrál několik výtvarných soutěží o stipendia, která mu však byla posléze odebrána a místo něj udělena bílým studentům. Po stále sílící deziluzi z amerického školství se rozhodl nedokončit střední školu, kterou opustil v posledním ročníku. V téže době byl přijat na dvě umělecké školy. Jeho přijetí bylo ovšem v obou případech odvoláno z rasových důvodů. Nakonec se Whiteovi podařilo získat plné stipendium na škole School of the Art Institute of Chicago (SAIC). Během studia ho ovlivnila díla amerického sociálního realisty Mitchella Siporina, Francise Chapina a Aarona Bohroda. White byl vynikajícím studentem a studoval s excelentními známkami. Aby mohl platit za materiál, přijal práci kuchaře, ve které využíval recepty, které ho naučila jeho matka. Později učil výtvarné umění na střední škole St. Elizabeth Catholic High School. Ve třicátých letech také pracoval pro Works Progress Administration, která v rámci vládního plánu New Deal vytvářela pracovní příležitosti ve veřejných projektech. Když pracoval pro Works Progress Administration inicioval vznik černošských odborů, které by bojovaly za rovná pracovní práva a odměňování. Za tuto svou aktivitu byl také zatčen a krátce uvězněn.

### Kariéra
V roce 1938 pracoval pro Illinois Art Project státní projekt zřízený v rámci Works Progress Administration. Jeho díla byla vystavena na stadionu Chicago Coliseum, na kterém se konala výstava Exhibition of the Art of the American Negro, která byla součástí oslav 75 let od přijetí třináctého dodatku Ústavy USA, kterým bylo zakázáno otrokářství. V témže roce měl také první vlastní výstavu v Paragon Studios v Cincinnati. V roce 1940 začal vyučovat výtvarné umění na nově zřízeném South Side Community Art Center, které bylo založen v rámci aktivit Works Progress Administration.
V roce 1941 se přestěhoval do New Orleans ve státě Louisiana, kde začal učit umění na Dillard University. Téhož roku si vzal sochařku Elizabethu Catlett, která také vyučovala na Dillard University. Manželství jim vydrželo pět let. Během druhé světové války sloužil v americké armádě, ale byl propuštěn kvůli onemocnění tuberkulózou. Ještě během válečných let se pár přestěhoval do New Yorku, kde se věnovali umění. Jistý čas studovali umění také v Ciudad de México. V roce 1958 se kvůli pokračujícím problémům s dýcháním přestěhoval za teplem a suším vzduchem do Los Angeles. Od roku 1965 do své smrti v roce 1979 zde vyučoval na Otis Art Institute. Během let se kolem něj vytvořil velký kruh afroamerických studentů umění a pozdějších umělců, kteří ho cíleně vyhledávali. Mezi nimi například umělci Alonzo Davis, David Hammons nebo Kerry James Marshall.
Jeho nejznámějším dílem je mural The Contribution of the Negro to American Democracy v Hampton University. Obrovská nástěnná malba znázorňuje celou řadu osobností, jakými byli Denmark Vesey, Nat Turner, Peter Salem, George Washington Carver, Harriet Tubmanová, Frederick Douglass nebo Marian Andersonová. V průběhu let byla jeho díla vystavena v řadě měst USA, včetně bostonského Muzea výtvarného umění a v newyorském Muzeu amerického umění Whitneyové. V průběhu dalších let vystavoval také ve varšavském Paláci kultury a vědy a v moskevském Puškinově muzeu. V roce 1972 byl White jmenován čestným členem National Academy of Design. V roce 1976 byla jeho díla součástí kolektivní výstavy Two Centuries of Black American Art, kterou pořádalo Losangeleské muzeum umění jako svou první výstavu zcela věnovanou afroamerickým umělcům.